# 固態儲存
固態儲存（英語：Solid-state storage, SSS） 是指沒有活動部件的非揮發性記憶體，其運作僅依靠電子電路。傳統的硬盘或磁带等磁儲存技術都需要磁性表面與磁盘读写头中的至少一方作移動，而光碟等光媒介儲存亦需使用需要含活動部件的光盘驱动器以讀寫資料。固態儲存一般來説會有更快讀寫速度，但於發展初期在價格上的競爭力較低。
固態儲存裝置一般使用闪存，但亦可以是附電池以助保留數據的随机存储器。固態儲存裝置已發展出各類使用不同接口的形態以切合不同應用，例如常見於相機的SD卡等儲存卡，或電腦使用的SATA、M.2接口固态硬盘等。